# Abili Agituk
Abili Agituk är en kon i Kenya.   Den ligger i länet Turkana, i den centrala delen av landet, 400 km norr om huvudstaden Nairobi. Toppen på Abili Agituk är 496 meter över havet.
Terrängen runt Abili Agituk är kuperad åt sydväst, men åt nordost är den platt. Terrängen runt Abili Agituk sluttar norrut. Runt Abili Agituk är det glesbefolkat, med 17 invånare per kvadratkilometer. Det finns inga samhällen i närheten. Trakten runt Abili Agituk består i huvudsak av gräsmarker.